# 現代極大期

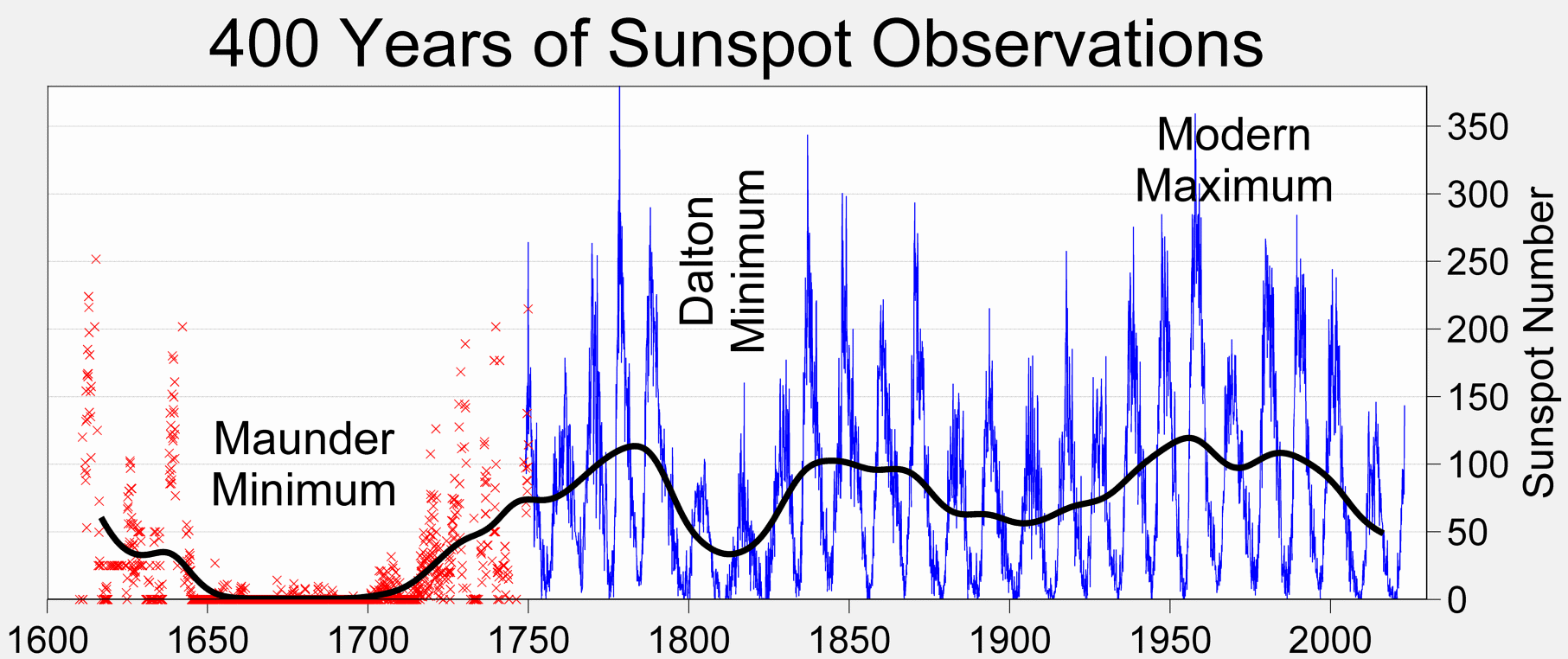
太陽黑子數觀測的歷史表明最近是太陽活動的高峰期。

現代極大期指的是相對較高的太陽活動期，它開始於1914年的第15太陽週期。在第19太陽週期，即1950年代後期，到達最大期，因為第24太陽週期的2000年峰值顯示出非常微弱的太陽活動，而可能結束於第23太陽週期。另一個建議結束最大期的日期是2007年，即第23太陽週期的下降階段。無論如何，2010年代第24太陽週期的低活動標誌著太陽活動減少的新時期。
這個極大期太陽變化的自然例子，也是從過去太陽變化記錄中已知的許多例子之一。現代極大期在1950年代一度達到峰值，1990年代再次達到峰值，出現雙峰的現象。